# OSx86
OSx86は、Apple製ではないPC/AT互換機で、AppleのオペレーティングシステムであるmacOSを動作させようという、コミュニティを通じた共同作業によるハッキング・プロジェクトである。その手法はインテル製マイクロプロセッサ搭載マシンを対象にしたものが多いが、コミュニティの参加者の手によりAMDのマイクロプロセッサやVMwareで動作するもの、更にはLiveDVDで動作するものなどがその歴史の中で開発されている。最近では、OSx86を動作させるPCのこと、またはOSx86そのものをさして、“Hackintosh”（HackとMacintoshをもじった造語）とも呼ばれる。

## 概要

### 初期の試み
2005年6月のWWDC（Worldwide Developers Conference、ワールドワイド デベロッパーズ カンファレンス）で、Appleがそれまで採用していたPowerPCマイクロプロセッサを、インテル製品に切り変える計画を発表した直後からこの試みは見られた。初めの頃は、Appleが開発者向けに999ドルで配布した、Developer Transition Kit （デベロッパーズ トランジション キット）のDVDの一部がコピーされ、出回ったことでこの動きが広まった。 
2007年には、Mac OS X v10.4.9をベースにしたインストールDVDがリリースされている。

### 周辺ソフトウェアの進化と拡大
当初はマニア向けの試みであったOSx86プロジェクトであるが、その手法は次第に洗練されていった結果、USBメモリ一1本と実験用のマシン1台、そしてmacOSインストーラをApple公式サイトからダウンロードできる環境があれば誰でも試すことができるようになった。その背景として、OSx86向けのドライバおよびそれをパッケージ化したものが飛躍的に充実してきたことがあげられる。あるものは有志により開発され、あるものは本家Macから移植され、市場の多くのパーツが「OS X対応」になったのである。OSx86インストールの手順を詳しく解説するウェブサイト・個人ブログも増え、大手ブログメディアであるLifehackerまでもがOSx86を紹介した。 Mac Pro並の性能を持つハードウェアが格安で手に入ること、安定性の向上などから、OSx86は一部のユーザーのメインマシンにもなっている。
一方でAppleは、新製品にインテルプロセッサの採用を取りやめた。これに伴い、第11世代インテルCoreアーキテクチャ以降のプロセッサが持つ機能（グラフィックアクセラレーションなど）のmacOS用ドライバは少なくともAppleから提供されることはない。

## ブートローダー

### Chameleon
レガシーBIOSが一般的だった当時にOSx86向けに開発された。

### Clover bootloader
UEFIから起動できるほか、レガシーBIOS向けにはUEFIに相当する仕組みも提供する。このブートローダーはEFIドライバやmacOS用カーネルエクステンションのロード、ACPIの動的パッチを提供し、これらによって
- Macコンピュータの持つ独自の機能(SMC等)のエミュレート
- GUIDパーティションテーブル未対応BIOSからの該当パーティション上OSの起動

などを可能とした。
ACPIパッチに関しては、macOSのみ、Windowsのみといった対象OSを限定することもできる。

### OpenCore
2019年に初版がリリースされた。新規開発により、システム整合性保護の強化が進んだBigSurにCloverよりも早く対応した。その後Cloverにもリリース5120から徐々にOpenCoreの成果物が取り込まれた。
このブートローダとHackintoshの知見を活用し、Apple純正の旧型機種で本来未対応の新型macOSを利用することを目的とした OpenCore Legacy Patcherがリリースされた。

## 問題点
Appleは、自社製品以外のインテルプロセッサ搭載PCで、macOSを動かすことは認めないと明言している(ただし、現在まで摘発等の対応はしていない模様)。また、前述の様にクラッキング済みのインストールDVDイメージがP2Pを通じて、不正に流通していることは著作権の侵害行為に当たる。また、配布されているドライバやソフトウェアは有志により制作され、その妥当性は保証されず、故意または過失によりユーザーに損害を与えるソフトウェアをインストールしてしまうリスクがある。
技術的な問題として、macOSは本来Macハードウェアに向け設計されたソフトウェアであるため、それを他のPCで起動することによるハードウェアおよびソフトウェアに対して潜在的なリスクが存在する可能性がある。